# R. I. Tres Corrales
R.I.Tres Corrales é um distrito do Paraguai, Departamento de Caaguazú. Possui uma população de 7.666 habitantes e 455 km². Sua economia é baseada na pecuária e agricultura.

## Transporte
O município de R.I.Tres Corrales é servido pela seguinte rodovia:
- Caminho em pavimento ligando a cidade ao município de Carayaó
- Caminho em rípio ligando a cidade ao município de Caaguazú